# Andrés Castrín
Andrés López Gallo (Riotorto, Lugo; 1 de enero de 2003), también conocido como Andrés Castrín, es un futbolista español que juega como defensa central en el Sevilla Atlético de la Primera Federación.

## Trayectoria
Nacido en el municipio lucense de Riotorto, Andrés se desarrolla en la cantera del CD Lugo. En 2021 tras finalizar su formación asciende al filial del Lugo, el Polvorín FC, de la Tercera División RFEF. Debuta con el filial el 25 de septiembre de 2021, empezando como titular en un empate a ceros frente al Ourense CF. Su primer gol llega el 31 de octubre, anotando el segundo gol de su equipo en una victoria por 3-1 frente a la UD Somozas.
Su debut con el primer equipo llega el 2 de diciembre de 2021, jugando como titular en un partido de Copa del Rey que gana su equipo en penaltis a la AD Unión Adarve. Debuta profesionalmente el 16 de diciembre, jugando también como titular en una derrota por 1-2 frente al CD Mirandés también en Copa del Rey.
En julio de 2024 fichó por el Sevilla Atlético por 3 temporadas por 300 mil euros.
Debutó con el Sevilla F.C. en partido de Copa del Rey contra la Unió Esportiva Olot.

## Clubes
Actualizado al último partido disputado el 23 de febrero de 2025.
| Club             | País   | Año       | Partidos | Goles |
| ---------------- | ------ | --------- | -------- | ----- |
| Polvorín FC      | España | 2021-2024 | 38       | 1     |
| CD Lugo          | España | 2021-2024 | 31       | 1     |
| Sevilla Atlético | España | 2024-     | 23       | 0     |
| Sevilla F.C.     | España | 2024-     | 1        | 0     |